# Чеська національна класична музика
Чеська національна музична класика — напрямок у класичному музичному мистецтві в Чехії у ХІХ столітті, представниками якого були Бедржих Сметана і Антонін Дворжак

## Історія
Основоположник чеської національної музичної класики Берджих Сметана та його наступник Антонін Дворжак довго і наполегливо працювали, аби затвердити світове значення чеської музики. Успіх Сметани на початку 1960-хх не забарився з операми «Брандербуржці в Богемії» і «Продана наречена». Згодом він дістав премію за найкращу чеську оперу («Брандербуржці в Богемії»). Серйозний успіх прийшов з появою опери «Продана наречена». Завдяки такому великому успіху у 1866 він став диригентом оркестру Празького театру, а згодом вчитель музики очолив «Тимчасовий театр» у Празі.
Антонін Дворжак, закінчивши школу, спочатку працював в празькому концертному ансамблі, а потім у відкритому 1862 року чеському «Тимчасовому театрі», яким керував вищезгаданий і уже відомий композитор Б. Сметана. До 1860-х років Дворжаком були складені ряд камерних і симфонічних творів — струнний квінтет, струнний квартет, симфонії до мінор «Злонницькі дзвони» та сі-бемоль мажор, а також і створення першої опери — «Альфред», завершеної у 1870 році. Так починався розквіт чеської національної музичної класики.

## Біографічні відомості

### Берджих Сметана
Див. дет. Бедржих Сметана
Народився 2 березня 1824 року у Літомишлі, що в Східній Богемії (Центральна Чехія). Вже в п'ять років грав на фортепіано. Після закінчення початкової школи дочасно поступив на навчання до Пльзенської гімназії. Проте навчатися тут не мав бажання, оскільки захоплювався музикою. По закінченні навчання переїжджає в Прагу, де стає вчителем музики. В цей час починає писати музику. Мав хороші музичні задатки.
З 1848 створює свою музичну школу і одружується з Катериною Коларовою. Згодом має з нею 4 дочки (троє померли). У 1856—1861 роках жив у шведському місті Ґетеборґ, де продовжує творити музику. Повернувся до Чехії в 1859. В цей час помирає його перша дружина. Під час перебування в Чехії часто відвідував Обржіст, де у 1860 році вдруге одружився з Барбарою («Betty») Фердінандовою; через рік повернувся до Швеції. Згодом претендував на вступ до Празької консерваторії, але не зміг цього здійснити через фінансові проблеми.
Проте, як ми вже казали, успіх не забарився з операми «Брандербуржці в Богемії» (чеськ. Braniboři v Čechách) і «Продана наречена» (чеськ. Prodaná nevěsta). Згодом дістав премію за найкращу чеську оперу («Брандербуржці в Богемії»). Серйозний успіх прийшов з появою опери «Продана наречена». Завдяки такому великому успіху у 1866 він став диригентом оркестру театру.
Влітку 1874 перестав чути на праве вухо, наприкінці життя додалися розумові розлади. 22 квітня 1884 р. його було перевезено до лікарні для душевнохворих у Празі, де помер 12 травня 1884 року.

### Антонін Леопольд Дворжак
Див. дет. Антонін Леопольд Дворжак
Народився 8 вересня 1841 року в Нелагозевсі (Центральна Богемія, Західна Чехія) передмісті Праги у родині м'ясника, власника постоялого двору. З дитячих років ретельно займався грою на скрипці. В 1853 році переїхав до свого дядька в невелике містечко Злоніце; де продовжував займатися музикою, беручи уроки гри на фортепіано, скрипці й альті у Луманна. В 1857 році Дворжак переїхав у Прагу і вступив до Школи органістів, де почав складати музику. У його перших композиціях відчувається вплив композиторів-романтиків Р. Шумана, Ф. Ліста, Р. Вагнера. Його вчителями були Й. Звонарж і Ф. Блажек.
Закінчивши школу, Дворжак, як ми вже казали, працював спочатку в празькому концертному ансамблі, а потім у відкритому 1862 року чеському «Тимчасовому театрі», яким керував відомий композитор Б. Сметана. До 1860-х років Дворжаком були складені ряд камерних і симфонічних творів — струнний квінтет, струнний квартет, симфонії до мінор «Злонницькі дзвони» та сі-бемоль мажор, а також і створення першої опери — «Альфред», завершеної у 1870 році.
У 1871 році Дворжак залишає роботу в оркестрі і присвячує себе цілковито композиторській роботі. В цьому ж році відбулося перше публічне виконання вокальних творів Дворжака, а наступного , 1872-го року — виконання щойно завершеної опери «Король і вугляр» під керуванням Б. Сметани та фортепіанного квінтету.
У 1873 році А. Дворжак одружився з А. Чермаковою, хористкою Тимчасового театру, з якою вони виховали дев'ятеро дітей. Матеріальна скрута примушує Дворжака займатися приватною педагогічною діяльністю, а також працювати органістом у храмі св. Войтеха. Проте в ці роки творчість Дворжака поступово завойовує визнання — у 1874 була здійснена прем'єра симфонії сі-бемоль мажор і другої редакції опери «Король і вугляр», у 1876 — опери «Ванда».
У 1875 році завдяки сприянню Й. Брамса Дворжаку вдалося одержати державну стипендію, яка значно поліпшила його матеріальне благополуччя і дозволила зосередитись на творчій діяльності. Й. Брамс допоміг молодому композиторові і в публікації його творів у відомого віденського видавця Зімрока. У ці роки Дворжак уже був автором багатьох творів — симфоній, опер, концертів, камерних інструментальних і вокальних творів. Він брав участь у багатьох подіях громадського життя Праги, зближується з передовими діячами чеської інтелігенції.
В 80-ті роки Дворжак розпочинає гастрольну діяльність як диригент-виконавець власних творів. У 1883 він здійснює поїздку до Гамбурга, де відбулася постановка його опери «Хитрий селянин». У 1884 він здійснює свою першу з дев'яти поїздок Англію, де він виступає як піаніст і як диригент. В 1888 році в Празі відбувається знайомство Дворжака з П. І. Чайковським, що приїжджав у Прагу. Це знайомство сприяло поїздці Дворжака в Росію; в 1890 році він диригував у Москві й Петербурзі концертами зі своїх творів. З 1891 року Дворжак веде педагогічну роботу в Празькій консерваторії.
В 1892—1895 роках Дворжак живе в США, де очолює Національну консерваторію в Нью-Йорку. Він дає авторські концерти у Бостоні, виступає на всесвітній виставці у Чикаго. Значний успіх в США мала його 9-а симфонія — «З Нового Світу», в основу якої лягли інтонації народних негритянських й індійських мотивів. Особливу популярність серед американців ця симфонія дістала й тому, що вона стала першим значних симфонічних твором, в якому були використані американські народні мотиви.
Після повернення на батьківщину Дворжак знову викладає в Празькій консерваторії, а в 1901 році стає її директором. В останні роки життя він продовжує інтенсивну творчу роботу; пише оперу в народному дусі «Чорт і Кача» (пост. 1899, Прага), поетичну казкову оперу «Русалка» (пост. 1901, Прага), з успіхом що йдуть і на нашій сцені, 2-й віолончельний концерт, що займає почесне місце в репертуарі віолончелістів.
В 1894 році Дворжак повертається на батьківщину. Помер композитор в Празі, 1 травня 1904 року від крововиливу у мозок. Похований на Вишеградському кладовищі.